# اندیس آنومالی شرق برقبان
آنومالی شرق برقبان یک اندیس فلزی است که در حوالی شهر سبزوار استان خراسان قرار دارد و مادهٔ معدنی موجود در آن، طلا است.سنگ میزبان این اندیس سنگ‌های آتشفشانی پورفیری، رادیولاریت، بازالت سرپانتینیتی شده، لیسونیت سیلیسی و گابروی پگماتیتی است و دیرینگی آن به دوران ائوسن می‌رسد. در این اندیس، پاراژنز‌های طلا و نقره یافت می‌شوند.